# Binnebergs socken
Binnebergs socken i Västergötland ingick i Vadsbo härad, ingår sedan 1971 i Skövde kommun och motsvarar från 2016 Binnebergs distrikt.
Socknens areal är 4,70 kvadratkilometer varav 4,67 land. År 2000 fanns här 101 invånare. Kyrkbyn Binneberg med sockenkyrkan Binnebergs kyrka ligger i socknen.

## Administrativ historik
Socknen har medeltida ursprung. 
Vid kommunreformen 1862 övergick socknens ansvar för de kyrkliga frågorna till Binnebergs församling och för de borgerliga frågorna bildades Binnebergs landskommun. Landskommunen utökades 1952 och uppgick 1971 i Skövde kommun. Församlingen uppgick 2002 i Frösve församling.
1 januari 2016 inrättades distriktet Binneberg, med samma omfattning som församlingen hade 1999/2000.  
Socknen har tillhört län, fögderier, tingslag och domsagor enligt vad som beskrivs i artikeln Vadsbo härad. De indelta soldaterna tillhörde Skaraborgs regemente, Södra Vadsbo kompani och Västgöta regemente, Vadsbo kompani.

## Geografi
Binnebergs socken ligger norr om Skövde med Ösan i öster och Billingen i väster. Socknen är slättbygd, odlad i öster och skogbeväxt i väster.

## Fornlämningar
Från järnåldern finns gravar.

## Namnet
Namnet skrevs 1397 Bindebergh och kommer från kyrkbyn och höjden intill. Efterleden är berg. Förleden kan innehålla birnde, 'grupp av björnar, björnfamilj'.